# 法福寺 (阪南市)
法福寺（ほうふくじ）は、大阪府阪南市にある浄土宗の寺院。豊臣秀次の娘お菊の像が安置されていることから「お菊寺」と呼ばれる。

## 所在地
- 大阪府阪南市鳥取1221